# Simona Sala
Simona Sala (Roma, 13 novembre 1960) è una giornalista italiana.

## Biografia
Si laurea in Storia  presso l'Università degli Studi di Roma "La Sapienza" con 110/110 e lode, con una tesi dal titolo Il mito di Masaniello nel Risorgimento: come nasce un eroe, con relatore Rosario Villari e correlatore Paolo Spriano. Collabora con le cattedre di Filosofia morale, Storia moderna e Storia dei partiti politici.
Durante gli anni dell'università collabora con la carta stampata (La Repubblica, Specchio Economico, Pagine), con il teatro (ideazione immagini per il regista Krzysztof Zanussi) e realizza come regista documentari industriali e sull'agricoltura biologica.
Ha 20 anni quando inizia a collaborare con la Rai, nel 1980. Dopo i primi contratti come impiegata di concetto, è programmista regista, autrice testi, pubblicista (Tg2, Rai 2 e le rubriche culturali della nascente terza rete con interviste, tra gli altri, a Natalia Ginzburg e Primo Levi).
Dal 1985 è giornalista professionista, iscritta all'Ordine dei Giornalisti del Lazio. Nel 1993, dopo 13 anni di contratti a tempo determinato, fa causa all'azienda che la assume con contratto giornalistico a tempo indeterminato.
Dal 1988 al 2007 è nella testata dei servizi parlamentari. Diventa giornalista parlamentare e inviata. Oltre a servizi e inchieste sulla politica italiana ed europea conduce le dirette da Senato e Camera, Tribune politiche, Tg e la rubrica Sette giorni Parlamento inventando una conduzione itinerante. Realizza per il Parlamento vari documentari istituzionali sulla storia e il funzionamento delle Camere e sull’Arte a Montecitorio.
Per il TG di Rai 1 segue l'attività del Quirinale con servizi quotidiani e dirette televisive sui più significativi interventi del Capo dello Stato in Italia e nel mondo, dal Quirinale a Strasburgo, dagli Stati Uniti all'Africa. Dal 2007 per il Tg1 e ancor prima, dal 1988, per i Servizi Parlamentari Rai è telecronista di grandi eventi nazionali e internazionali. Tra questi ha condotto gli speciali sui i viaggi di Papa Francesco in Myanmar e Bangladesh, le reciproche visite tra Pontefici e Presidenti della Repubblica in Vaticano e al Quirinale, il G7 di Taormina, la parata ai fori imperiali per la festa della Repubblica, ha seguito l'elezione dei presidenti della Repubblica Scalfaro, Ciampi, Napolitano e Mattarella, le consultazioni e la nascita di molti governi dal primo Amato agli ultimi presieduti da Mario Monti, Enrico Letta, Matteo Renzi, Paolo Gentiloni e Giuseppe Conte.
Da inviata si è occupata delle riunioni del Fondo Monetario Internazionale e del Consiglio europeo, seguendo da vicino i lavori del Parlamento europeo di Bruxelles-Strasburgo e della Commissione europea guidata da Romano Prodi, così come le tappe principali dell'Unione europea, l'entrata dell'Italia nell'Euro, il Trattato per la Costituzione e il suo respingimento, l'allargamento all'Est. Ha firmato reportage da paesi europei e del Nord Africa, in Medio-Oriente, Cina e Russia con particolare attenzione al mondo del lavoro, del welfare, delle donne e delle relazioni internazionali.
Dal 13 dicembre 2018 è vicedirettrice del TG1.
Dal 15 maggio 2020 diventa la prima donna a dirigere la principale rete e testata radiofonica del servizio pubblico dopo oltre 90 anni di storia: assume infatti sia la direzione di Radio 1 e Radio 1 Sport che, in qualità di direttrice del Giornale Radio Rai, di GR Parlamento. Il 18 novembre 2021 viene nominata direttrice del TG3; a sostituirla alla direzione del GRR è Andrea Vianello, già direttore di Rai News.
L'8 giugno 2022 viene nominata per guidare la neonata direzione di genere Intrattenimento day time della Rai; il suo posto al TG3 viene preso da Mario Orfeo, il quale era stato da lei sostituito pochi mesi prima.
Il 25 maggio 2023 viene nominata alla direzione di Rai Radio 2.